# Бартелеми, Клод
Кло́д Барте́леми (фр. Claude Barthélemy; 9 мая 1945, Кап-Аитьен — 6 апреля 2020, Нью-Джерси) — гаитянский футболист и футбольный тренер, играл на позиции нападающего. Участник чемпионата мира 1974 года.

## Биография

### Клубная карьера
Бартелеми начинал карьеру в клубе «Капуаз», в котором играл в течение трёх сезонов. Затем он присоединился к одному из ведущих клубов того времени «Расинг Аитьян» и играл за него в течение четырёх сезонов. В 1968 году он переехал в США, где в течение недолгого времени играл за «Детройт Кугарс».
После возвращения на Гаити играл за «Расинг Аитьян» в течение шести сезонов и в 1974 году завершил карьеру игрока.

### Карьера в сборной
В составе национальной сборной принимал участие на чемпионате мира 1974 года и сыграл в матчах группового этапа со сборными Италии (1:3) и Польши (0:7). Всего за сборную Гаити сыграл 14 матчей, в которых забил 4 гола.

### Тренерская карьера
Работал со сборной Гаити в качестве главного тренера в рамках квалификации на чемпионате мира 1986 года. Под его руководством «гренадёры» сыграли два матча со сборными Антигуа и Барбуды (4:0) и Канады (1:2).

### Смерть
Скончался 6 апреля 2020 года в Нью-Джерси в возрасте 74 лет от сердечного приступа.